# Вербка (Кам'янець-Подільський район)
Ве́рбка — село в Україні, у Гуменецькій сільській територіальній громаді Кам'янець-Подільського району Хмельницької області.

## Назва
Як зазначив Іван Гарнага, у далекому минулому на одній з частин цього села росли верби. Згодом назву цього дерева перенесли на урочище, що примикало до вербових зарослів. А коли тут з'явилися перші поселенці, назва урочища стала іменем нового села.

## Географія
Село розташувалося поблизу річки Мукша, яка тут тече в глибокому яру між горами, вкритими лісом, за 14 кілометрів автодорогами від Кам’янця-Подільського. Біля села знаходиться Кармалюкова гора.

### Клімат
Вербка знаходяться в межах вологого континентального клімату із теплим літом, але діяльність людини призводить до поганих змін та глобального потепління. Негативний вплив мають численні кар'єри довкола села, що руйнують кряж Товтри та вирубуються лісові масиви. На державному рівні повинні бути прийняті програми, які б забезпечували відновлення таких територій до первинного стану, після завершення видобування копалин.

## Історія
Капітальній праці священика Юхима Сіцінського дізнаємось що: поселень із назвою Вербка є декілька на Поділлі, а тому в історичних звістках про ці поселення часто буває досить важко орієнтуватися. Так, окрім Вербки Кам’янецького повіту, є ще Вербки: Стара або Казенна Летичівського повіту, Мурована того ж повіту, Дерев’яна Проскурівського повіту, Волоська та Чечельницька Ольгопільського повіту. Щодо початку села в народі є неясний переказ, що першими поселенцями Вербки були вихідці із Брацлавщини, може бути, з Вербки Чечельницької Ольгопільського повіту. Цікаво, що як у Кам’янецькому повіті, так і в Ольгопільському біля Вербки є маєток Чечельник. Хоча правдоподібніше допустити, що в Ольгопільському повіті села Вербка та Чечельник отримали початок від кам’янецьких сіл із такою ж назвою.
Перша згадка — у документах 2-га половина XV століття. 24 червня 1453 року Теодорик Бучацький-Язловецький, кам’янецький староста, з дозволу польського короля Казимира Ягайловича записав Петру з Клинич за 50 гривень село Вербку в Кам’янецькому окрузі із зобов’язанням постійно жити на Поділлі. Син вищезазначеного Петра з Клинич Сигізмунд «із Вербковець» одружився з Кларою з Ніщеслава, власниці сусідніх Ступинців, тому тоді, а також частково і в наступний час у XVII столітті Вербка розділяла долю із сусідніми Ступинцями.
У 1530-1542 роках у Вербці були частини Доманковського та Гербурта (всього 4 лани). 1569 року було також 4 лани, з них 2 – старости барського Гербурта і 2 – Вольського. У 1578-1563 роках володів тут землею – Вольський ж 4 лани і Длуський 1 лан.
Наприкінці XVI століття Андрій Потоцький, чоловік Софії, уродженої Пясецької, шляхом судового процесу отримав частину своєї дружини, до складу маєтку входило і село Вербка. Потім це село мало тих же власників, що Ступинці, а саме належало Потоцьким (з кінця XVI століття), Пухальським (1670 рік), Володиєвським (1670-1704 роки), Маковецьким (до середини XVIII століття) та нарешті Рациборовським.
Церква святого Дмитра Солунського заснована десь 1718 році була дерев’яна, крита соломою. В 1740 року подається такий опис Вербецької уніатської Дмитріївської церкви: дерев’яна, «на подобі хлівка», крита соломою, навіть без хреста на даху. Біля церкви на стовпах висіли два дзвони, які були власністю священика. Ця бідність церкви обумовлювалася нечисленністю парафіян.
1744 року, з дозволу єпископа Афанасія Шептицького, було закладено нову дерев’яну церкву кам’янецьким базиліанином Іраклієм і 1748 року освячено Іваном Громницьким, Гродецьким деканом, із дозволу Іоанна Пліського, кам’янецького офіціала. При закладенні церкви (1744 рік) власниця села Магдалина Гедимінова, підстоліна буська, видала церкві ерекцію на землю (але візита 1758 року зауважує: «чи була вельможна Гедимінова належною власницею села, – невідомо»). 1755 року власник Йосип Рациборовський видав нову ерекцію на церковні землі (поля на 36 днів і сінокосу на 30 косарів). 1790 року частину призначеного сінокосу було віднято поміщиком (залишилося всього сінокосу на 12 косарів).
Побудована 1748 року церква, в ім’я святого великомученика Димитрія Солунського, 1795 року після приєднана до Російської імперії була доєднана до православ’я. Вона в середині XVIII століття була при п’яти банях, вельми пристойної архітектури, як каже візита 1758 року, а наприкінці століття мала тільки три бані. Нарешті, 1844 року, при ремонті церкви, було знесено, через старість, дві бічні бані, залишилася тільки середня. 1895 рік церква на кам’яній основі, крита гонтою, зовні та всередині пофарбована олійною фарбою.
У церкви біля вівтаря, на горньому місці, була розташована місцево шанована ікона преподобного Онуфрія. З давніх-давен ця ікона шанується як чудотворна. 12 червня, в день преподобного Онуфрія, тут буває збіг народу на прощу. Народ розповідає, що колись перед цією іконою отримали зцілення двоє кульгавих, які прийшли сюди 12 червня, і залишені ними милиці довго зберігалися при церкві.
1818 року у Вербці вважалося 203 «підданих». Володів землею: Рациборовський – 847 десятин (зокрема лісу ялинового 11 десятин, вільхового – 2 десятини, грабового – 210 і дубового – 34); селяни – 531 десятина; церква – 36 десятин (церковна земля обмежована та знята на план 1853 року). Дворів – 190, мешканців – 1067.
Статистик та краєзнавець Віктор Гульдман 1898 року в «Помісному землеволодінні в Подільській губернії» доповнює Юхима Сіцінського. Вербкою і Привороттям володіли брати, дворяни Подільської губернії, римо-католики Альберт і Георгій В’ячеславовичі Рациборовські. Вони мешкали в сусідньому селі Макові, яким теж володіли.
Часи УНР частини Української Галицької Армії на деякий час розташувалися в селах: Вербка, Безнісківці, Цівківці, Ходорівці, Янчинці, Кульчіївці, Баговиця, Станіславівка. Внаслідок поразки Перших визвольних змагань село надовго окуповане російсько-більшовицькими загарбниками.
Радянська окупація принесла колективізацію та розкуркулення, мешканці села зазнали репресій. Багатьох частинах Поділля відбувались масові селянські повстання, проти радянської влади.
В 1932–1933 селяни села пережили Голодомор.
По закінченню Другої світової війни у 1946—1947 роках село вчергове пережило голод.
Вербка була центром сільської ради (разом із підпорядкованим селом Привороттям, чи з 1960 року – Привороття Друге) до 10 березня 1960 року, коли ухвалою Хмельницького облвиконкому сільраду було приєднано до Гуменецької.
З 24 серпня 1991 року в складі незалежної України.
13 серпня 2015 року внаслідок об'єднання сільських рад село ввійшло до складу Гуменецької сільської громади. Об'єднання в громаду має створити умови для формування ефективної і відповідальної місцевої влади, яка зможе забезпечити комфортне та безпечне середовище для проживання людей.
На початку 2023 року поблизу села Вербка викрали унікальні каміння зі заповідної зони «Подільські товтри», іногородні ландшафтні дизайнери налаштували цілу схему по вивезенню рідкісних каменів вкритих лишайниками аж до дендропарку в Київ.
20 червня 2023 року селі Вербка на Кам’янеччині парафія церкви святого Дмитра Солунського перейшла з Московського патріархату в Православну Церкву України. Вперше, в місцевій церкві пролунала молитва українською мовою.

## Населення
1895 року, згідно із Сіцінським, було дворів 190, мешканців – 1067.
В 1925 року, згідно з «Населеними місцями Поділля», виданими у Вінниці, у Вербці: 381 двір і 1509 мешканців.
1998 року Вербці було 514 дворів і 1499 мешканців.
За переписом населення України 2001 року в селі мешкало 1416 осіб.
На 1 січня 2013 року – 1490 мешканців, дворів стало 457.
За даними 2015 року селі проживало 1234 особи.

### Мова
У селі поширені західноподільська говірка та південноподільська говірка, що відносяться до подільського говору, який належить до південно-західного наріччя.
100 % населення вказало своєю рідною мовою українську мову за даними перепису 2001 року.

## Релігія
- Церква святого Димитрія Солунського (ПЦУ)

## Спорт
Село має аматорську футбольну команду «Подільські Товтри» (Вербка), яка періодично грає чемпіонаті Кам’янець-Подільського району з футболу.

## Охорона природи
Біля села розташований ботанічний заказник «Товтра Вербецька». Село лежить у межах національного природного парку «Подільські Товтри».

## Відомі люди

### Народились
- Дубицький В'ячеслав Володимирович — український політик.
- Сік Роман Володимирович (1992—2023) — солдат Збройних Сил України, учасник російсько-української війни.

### Проживали, перебували
- Безкоровайний Іван Іванович — український військовик, вояк УПА, лицар Бронзового хреста заслуги.

## Галерея

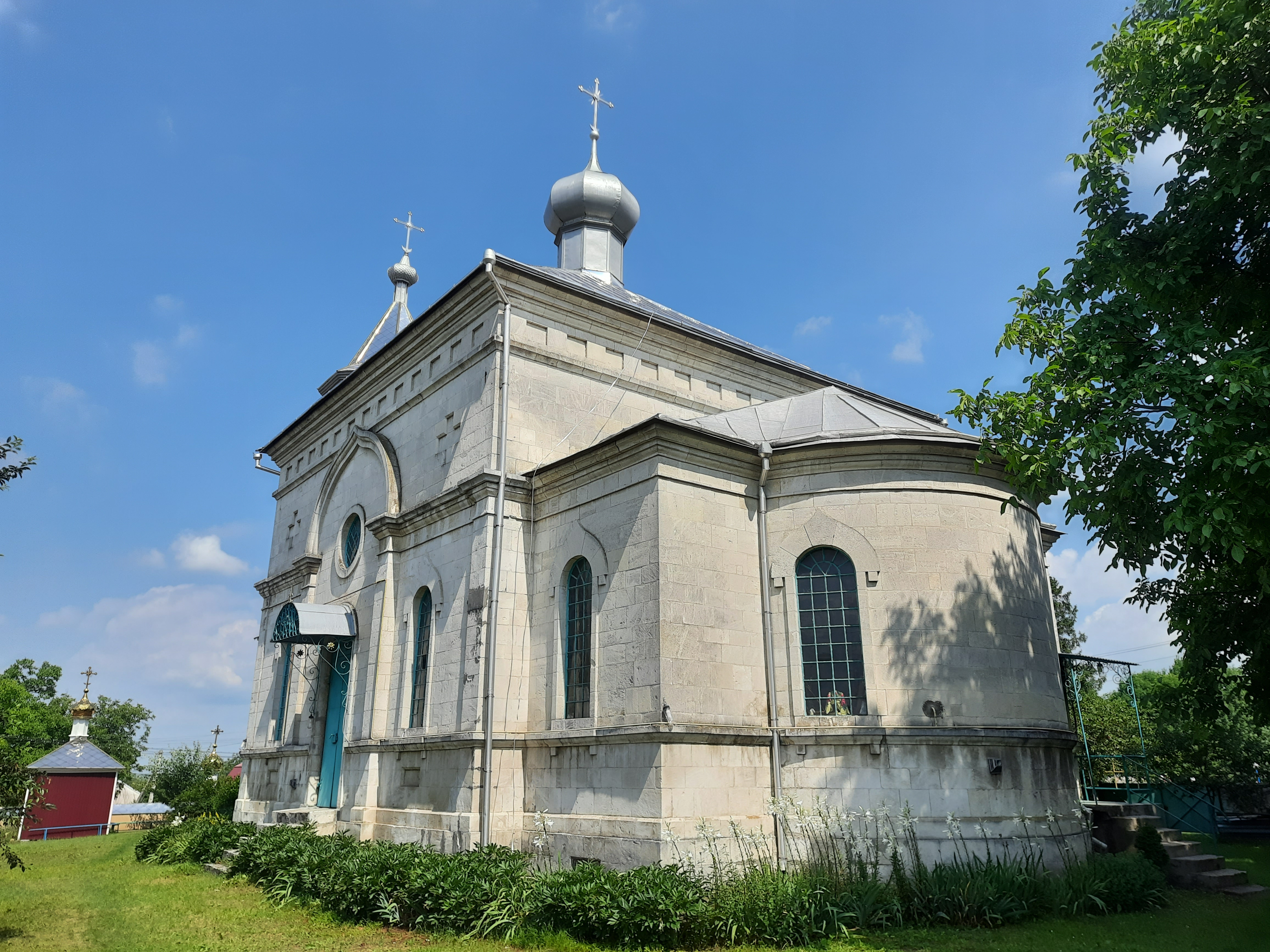
Церква Димитрія Солунського 19ст
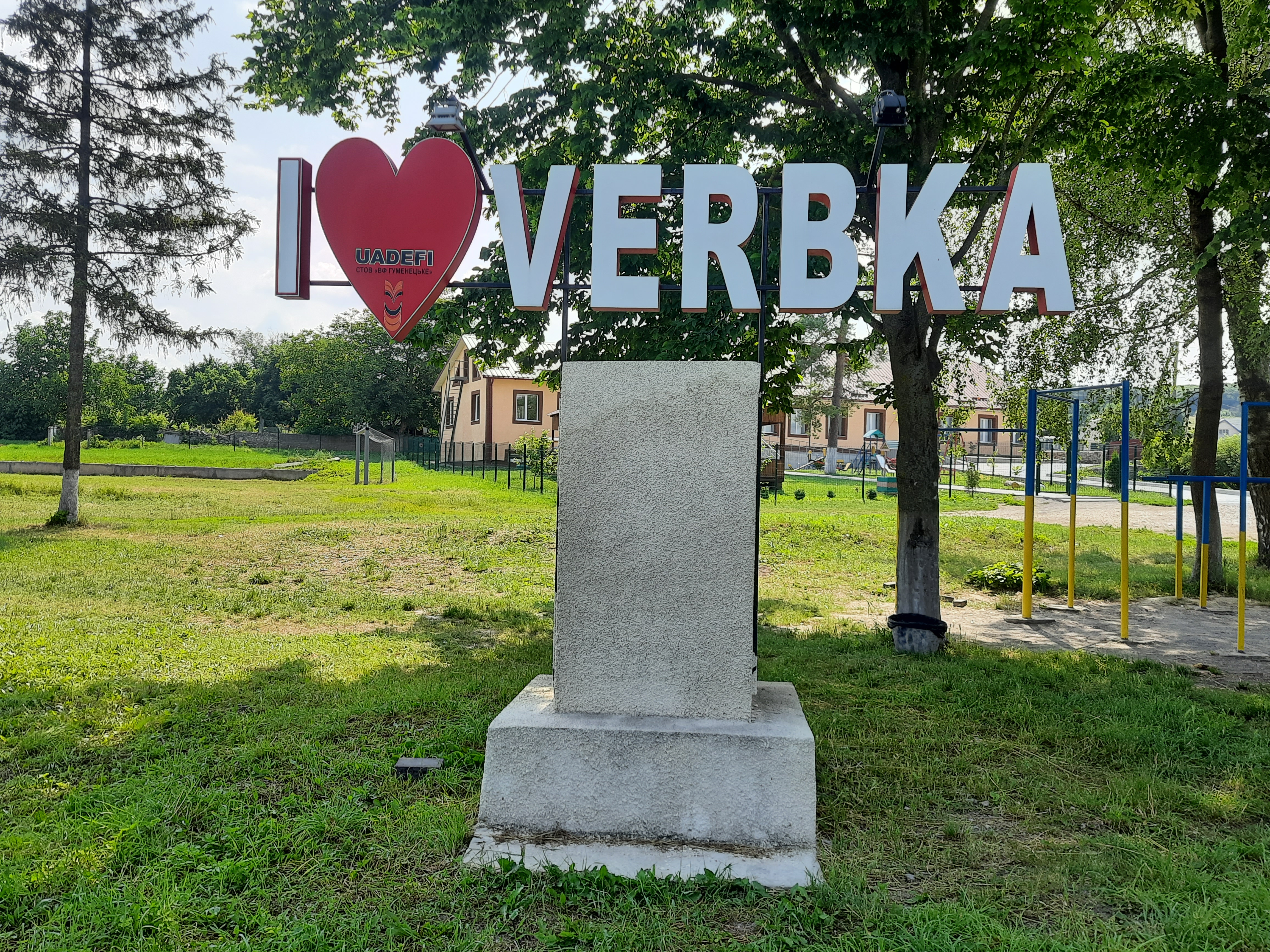
В центрі села
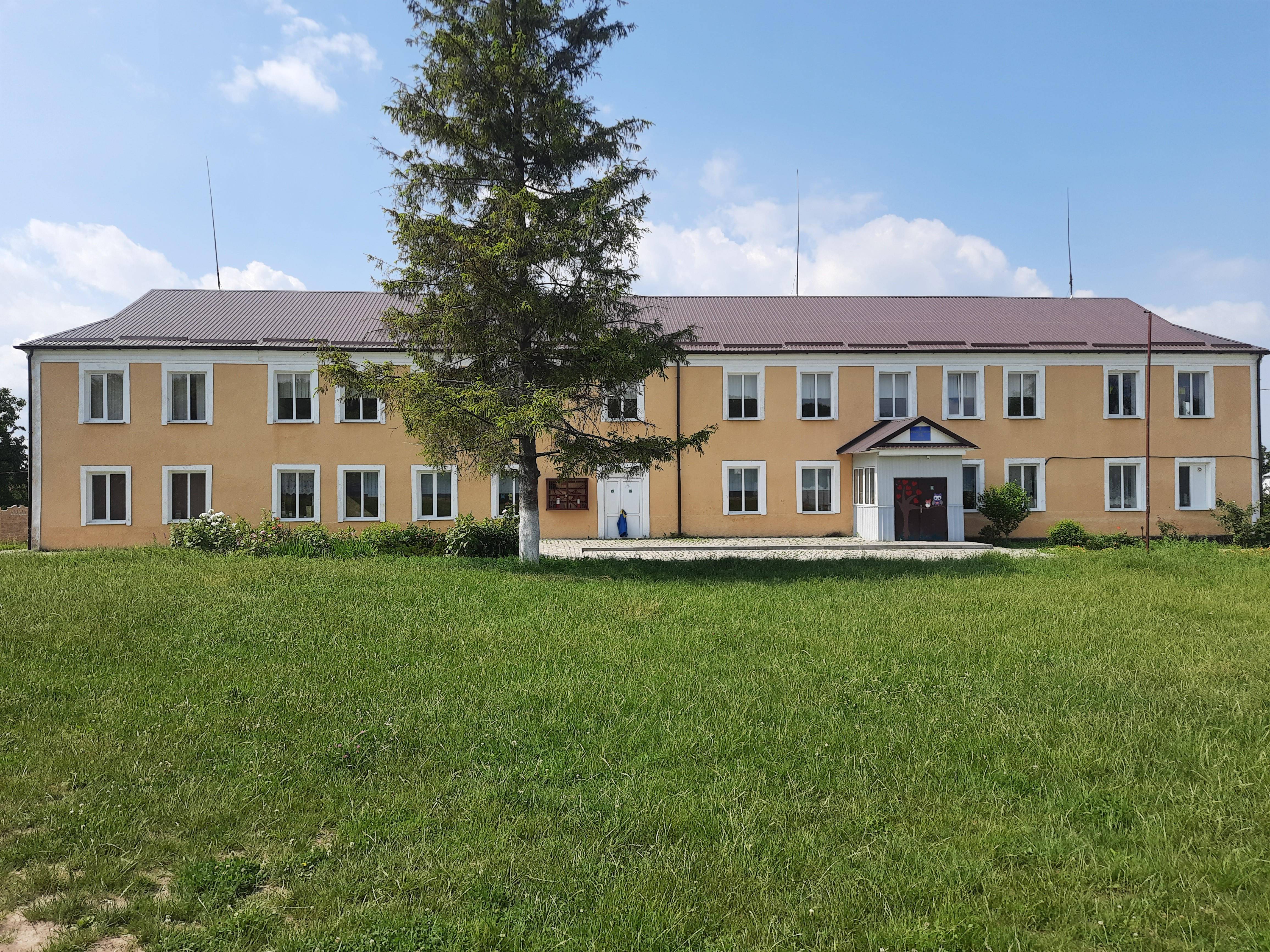
Школа
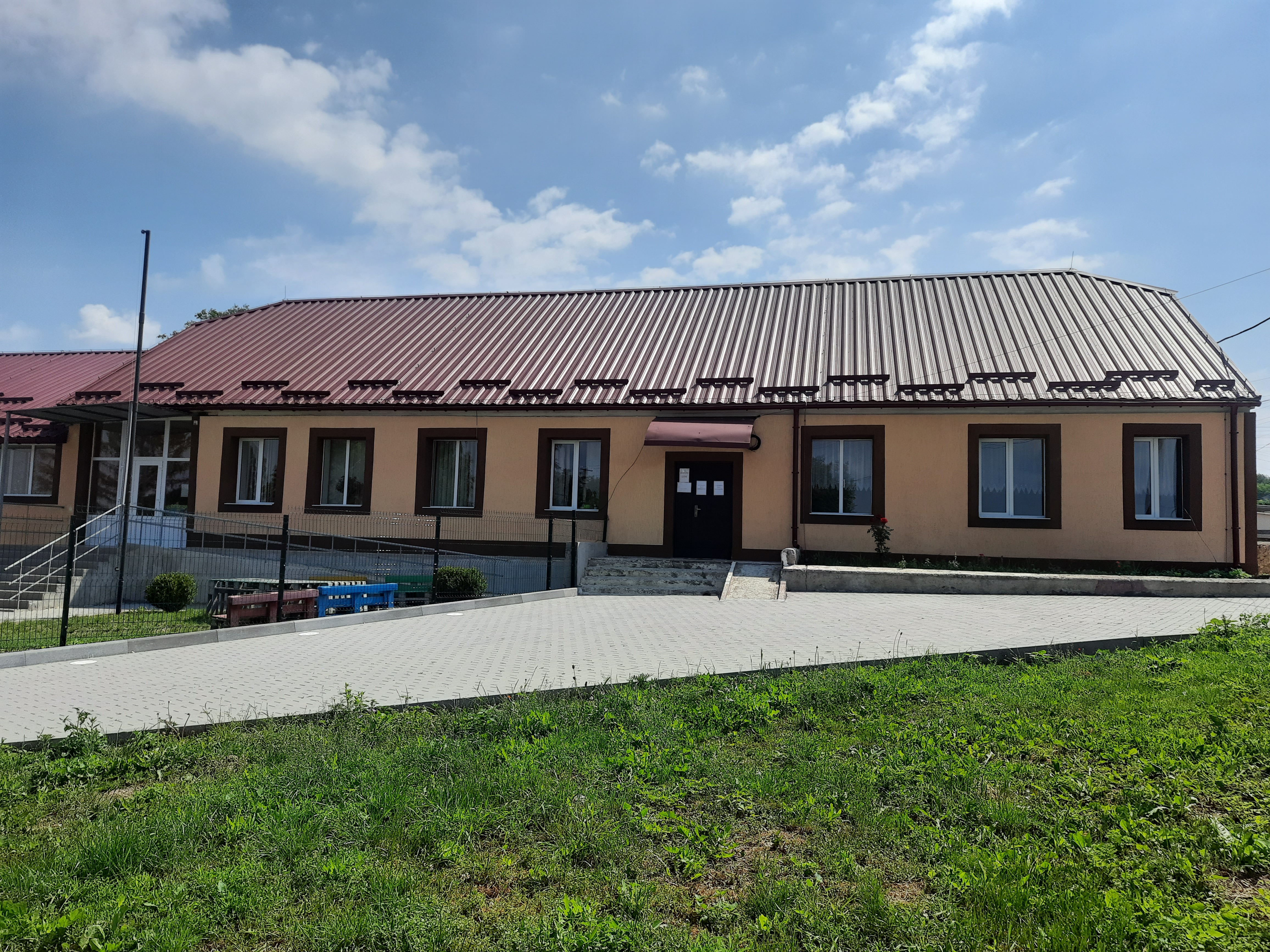
Дитячий садок
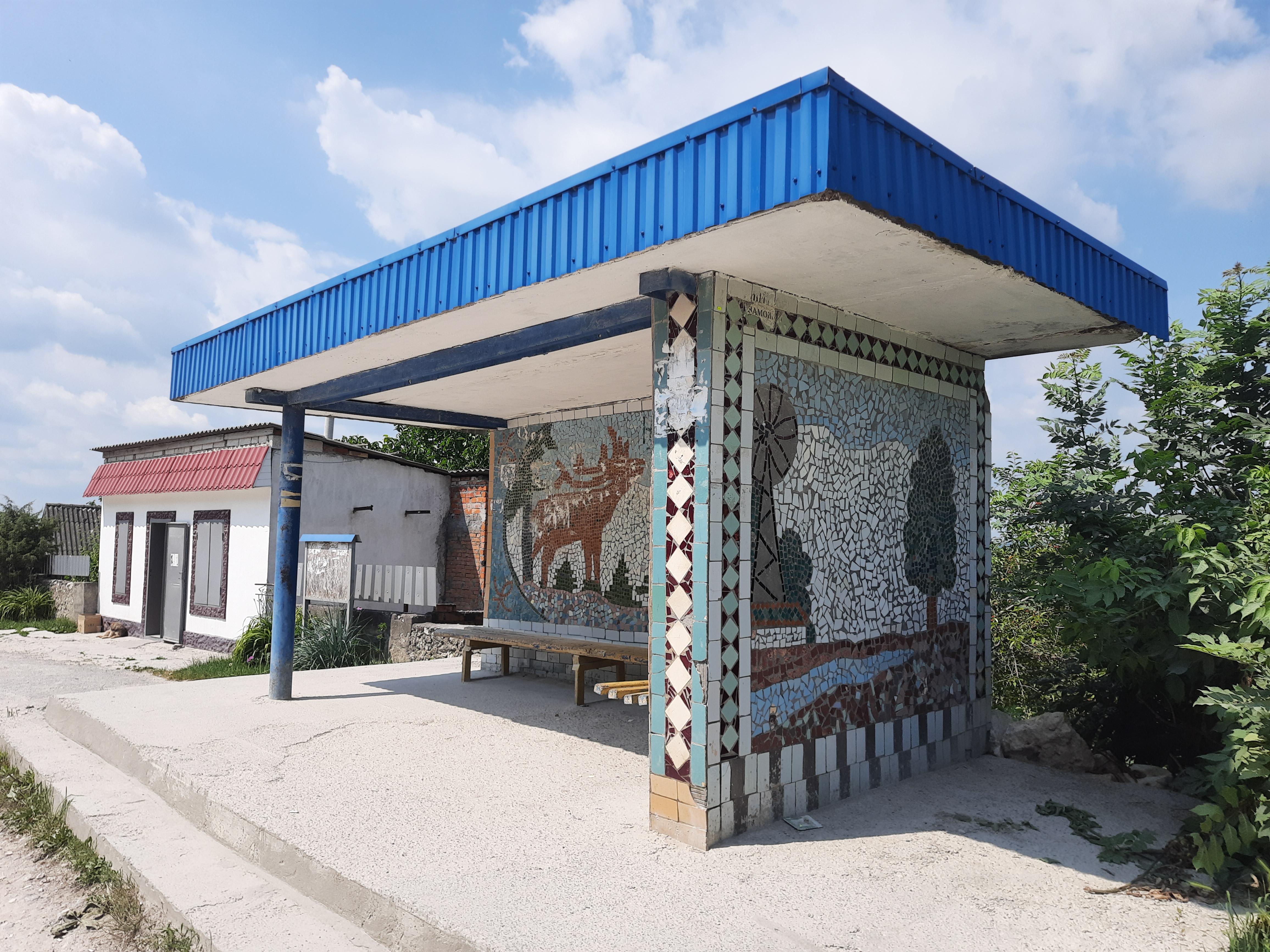
Автобусна зупинка